# Cantonul Bracieux
Cantonul Bracieux este un canton din arondismentul Blois, departamentul Loir-et-Cher, regiunea Centru, Franța.

## Comune
- Bauzy
- Bracieux (reședință)
- Chambord
- Crouy-sur-Cosson
- Fontaines-en-Sologne
- Huisseau-sur-Cosson
- Maslives
- Mont-près-Chambord
- Muides-sur-Loire
- Neuvy
- Saint-Dyé-sur-Loire
- Saint-Laurent-Nouan
- Tour-en-Sologne